# MIDNIGHT TRAVELER
「MIDNIGHT TRAVELER」（ミッドナイト・トラヴェラー）は、1993年10月21日に発売された鈴木雅之の16枚目のシングル。

## 解説
6枚目のアルバム『Perfume』からのリカット・シングル。
両面ともアルバム収録テイク。

## 収録曲
1. MIDNIGHT TRAVELER （5:51）
作詞：大下きつま　作曲：大沢誉志幸　編曲：有賀啓雄
2. 情熱のムーンライト （5:09）
作詞：安藤秀樹　作曲：鈴木雅之　編曲：松本晃彦
3. MIDNIGHT TRAVELER （Backing Track）（5:51）